# 蘇格蘭政府
蘇格蘭政府（英語： / 蘇格蘭蓋爾語： / 低地蘇格蘭語：）是蘇格蘭的行政機關，成立於1999年，而其創始依據1997年蘇格蘭憲政公投的通過。按照英國權力下放的憲政制度，蘇格蘭政府負責執行該構成國的自治範疇政策，涵蓋經濟發展、教育、衛生、運輸、環境等領域。
蘇格蘭首席部長是政府首腦，負責領導政府施政並揀選其他蘇格蘭部長。根據《1998年蘇格蘭法令》，蘇格蘭政府由蘇格蘭部長（英語：Scottish Ministers）組成，包括大臣、部長，以及兩名律政專員（檢察總長和法律政策專員）。內閣是蘇格蘭政府中最高層的決策機構，成員包括首席部長、內閣大臣、檢察總長、議會事務部長及蘇格蘭政府常任秘書長。
按照議會制傳統，蘇格蘭政府對蘇格蘭議會負責，依賴議會制定法律及審批預算。任何部長人選均須為蘇格蘭議會議員，並經議會批准後，方可獲君主程序性任命。蘇格蘭議會的職責屬於法律中未由英國國會所保留的其他立法事務。

## 歷史
1885年，許多與蘇格蘭內部事務有關的職能被交由蘇格蘭事務部負責；這是英國政府部門之一，並由蘇格蘭大臣（後稱“蘇格蘭事務大臣”）領導。
而在1997年蘇格蘭憲政公投後，蘇格蘭事務大臣的大部分職能都被移交給了蘇格蘭首席部長；首席部長對權力下放的蘇格蘭議會負責。
首屆蘇格蘭行政院由首席部長唐納德·杜瓦領導，該屆政府是由蘇格蘭工黨和蘇格蘭自由民主黨組成的聯合政府。在這一時期，蘇格蘭行政院內官員分為部長和副部長。
工黨—自由民主黨聯合政府隨後在亨利·麥克利什和傑克·麥克康奈爾的領導下繼續存在。直至2007年蘇格蘭議會選舉後，由薩蒙德領導的蘇格蘭民族黨政府開始上台。蘇格蘭民族黨政府歷經薩蒙德、施雅晴和洪姆扎·尤薩夫三任首席部長，目前仍然掌控著蘇格蘭政府。
自2007年開始，蘇格蘭行政院開始使用“蘇格蘭政府”這一名稱；該名稱還通過《2012年蘇格蘭法令》予以確認。事實上，亨利·麥克利什曾試圖在2001年改用此名稱，但當時遭到了一些人反對。
在蘇格蘭行政院更名為蘇格蘭政府後，其標誌也進行了修改；原本的英國皇家徽章被蘇格蘭國旗取代。

## 職責
蘇格蘭政府部長們的職責大體遵循了《1998年蘇格蘭法令》及隨後英國相關立法中所規定蘇格蘭議會的職權範圍。在英國國會立法規範權力下放前由英國政府大臣所負責的職責如果在之後隸屬蘇格蘭議會的立法範圍，則這些權力移交給蘇格蘭政府的部長們。
依據《1998年蘇格蘭法令》下放給蘇格蘭政府的職能包括：
- 醫療（英语：NHS Scotland）
- 教育（英语：Education in Scotland）
- 司法
- 交通運輸（英语：Transport Scotland）的大部分方面
- 環保（英语：Scottish Environment Protection Agency）
- 警察
- 農村事務
- 房屋

隨後又依據《2012年蘇格蘭法令》和《2016年蘇格蘭法令》，蘇格蘭政府被下放了如下職能：
- 某些稅收（英语：Taxation in Scotland）——其中完全掌控的包括通過就業所賺取薪酬的所得稅（英语：Income tax in Scotland）及土地與建築物交易稅（英语：Land and Buildings Transaction Tax）和填埋稅（英语：Scottish Landfill Tax）等
- 酒駕限制（英语：Drunk driving law by country）及氣槍管制
- 蘇格蘭議會及地方議會選舉（英语：Elections in Scotland）
- 某些社會保障權力（英语：Social Security Scotland），包括設立新社會福利款項
- 蘇格蘭皇資資產（英语：Crown Estate Scotland）

《1998年蘇格蘭法令》同時也規定，允許蘇格蘭部長在英國國會保留的領域內行使英國政府部長的權力；同樣，該法案也允許蘇格蘭部長將職能轉移給英國政府部長，或進行特定的“機構安排”。這種行政權力下放意味著蘇格蘭部長和蘇格蘭議會的權力並不完全相同。
目前繼續由英國國會控制的主要保留事項，包括：
- 相關憲制法律及制度——如：《1707年聯合法令》、君主、《權力下放協議》等
- 外交
- 國家安全和國防
- 經濟政策
- 移民（英语：Modern immigration to the United Kingdom）與國籍
- 貿易（英语：Department for International Trade）與產業
- 能源（英语：Energy in the United Kingdom）
- 社會保障（英语：Welfare state in the United Kingdom）的大多數方面
- 公務員
- 消費者權益
- 版權（英语：Copyright law of the United Kingdom）
- 電信和郵政
- 廣播
- 保留稅收（英语：Taxation in the United Kingdom）
- 貨幣
- 養老金（英语：Pensions in the United Kingdom）

## 部長
蘇格蘭政府由蘇格蘭首席部長領導並由其與其他蘇格蘭部長及律政專員共同組成。
蘇格蘭議會提名一名議員並由英國國王任命為首席部長。首席部長任命其他部長來負責各部門事務。高級部長（也稱“內閣部長”）與首席部長共同組成內閣。
兩名律政專員人選無需出身於蘇格蘭議會，但仍需經過蘇格蘭議會的辯論及批准，最終由英國君主根據首席部長的提名而任命。

### 內閣部長
蘇格蘭內閣成員共同負責蘇格蘭政府內部的政策協調，由位於聖安德魯大廈的內閣秘書處提供支援。在蘇格蘭議會開會期間，內閣每週舉行一次會議。會議通常於週二下午在首席部長的官邸布特大樓舉行。蘇格蘭內閣成員在任職期間會收到藍色的寄件盒供其使用。

#### 現任內閣
| 職務                             | 姓名          | 姓名     | 姓名               | 任期          |
| 內閣大臣                         | 內閣大臣      | 內閣大臣 | 內閣大臣           | 內閣大臣      |
| -------------------------------- | ------------- | -------- | ------------------ | ------------- |
| 首席部長                         |               |          | 施榮禮             | 2024年5月至今 |
| 副首席部長                       |               |          | 凱特·霍寶思        | 2024年5月至今 |
| 經濟及蓋爾語大臣                 | 2024年5月至今 |          | 凱特·霍寶思        |               |
| 財政及地方政府大臣               |               |          | 肖納·羅賓遜        | 2023年3月至今 |
| 衛生及社會關懷大臣               |               |          | 尼爾·格雷          | 2024年2月至今 |
| 教育及技能大臣                   |               |          | 珍妮·吉爾魯思      | 2023年3月至今 |
| 氣候行動及能源大臣               |               |          | 吉利安·馬丁        | 2025年6月至今 |
| 運輸大臣                         |               |          | 菲奧娜·希斯洛      | 2024年2月至今 |
| 鄉郊事務、地政改革及島嶼事務大臣 |               |          | 邁里·古根          | 2021年5月至今 |
| 憲法、外務及文化大臣             |               |          | 安格斯·羅伯森      | 2021年5月至今 |
| 社會公義大臣                     |               |          | 雪莉-安妮·薩默維爾 | 2023年3月至今 |
| 司法及內政大臣                   |               |          | 安吉拉·康斯坦斯    | 2023年3月至今 |
| 房屋大臣                         |               |          | 邁里·麥卡蘭        | 2025年6月至今 |
| 列席內閣會議的人員               |               |          |                    |               |
| 常任秘書長                       |               |          | 約翰-保羅·馬克斯   | 2022年1月至今 |
| 議會事務部長                     |               |          | 杰米·赫本          | 2024年5月至今 |
| 檢察總長                         |               |          | 多蘿西·貝恩        | 2021年6月至今 |

### 初級部長
蘇格蘭初級部長也享有“部長”頭銜，他們通過任命進入蘇格蘭政府。但與內閣部長不同的是，每個初級部長都在相應的負責領域內受到一名指定內閣部長的監督。
| 職務                     | 姓名       | 姓名            | 任期       |
| ------------------------ | ---------- | --------------- | ---------- |
| 議會事務部長             |            | 杰米·赫本       | 2024年至今 |
| 公共財政部長             |            | 伊萬·麥基       | 2024年至今 |
| 公共衛生及婦女衛生部長   |            | 珍妮·明托       | 2023年至今 |
| 社會關懷及精神健康部長   |            | 湯姆·亞瑟       | 2024年至今 |
| 兒童、青年及承諾計畫部長 |            | 娜塔莉·唐       | 2023年至今 |
| 商業及就業部長           |            | 理查德·洛克黑德 | 2023年至今 |
| 高等及延續教育部長       |            | 格雷姆·戴伊     | 2023年至今 |
| 退伍軍人事務部長         | 2023年至今 | 格雷姆·戴伊     |            |
| 毒品及酒精政策及體育部長 |            | 瑪麗·托德       | 2023年至今 |
| 平等事務部長             |            | 考卡布·斯圖爾特 | 2024年至今 |
| 受害者與社區安全部長     |            | 西奧比安·布朗   | 2023年至今 |
| 農業及連接性部長         |            | 吉姆·費爾利     | 2024年至今 |

### 律政專員
| 職務         | 姓名 | 姓名        |
| ------------ | ---- | ----------- |
| 檢察總長     |      | 多蘿西·貝恩 |
| 法律政策專員 |      | 魯思·查特斯 |

## 架構

### 公務員團隊
按照《1998年蘇格蘭法令》，蘇格蘭公務員屬於英國公務員體制；日常事務上會協助蘇格蘭部長制定及執行政策，並就其職務事宜向蘇格蘭負責。截止2024年6月，蘇格蘭政府有8911名公務員，佔英國公務員團隊的10%。

### 管理層
蘇格蘭政府常任秘書長是蘇格蘭政府內最資深的公務員，亦是首席部長的首要政策顧問和蘇格蘭內閣的秘書。
蘇格蘭公務員團隊由8名總監（Director-general）共同領導。每名總監須管理及監督多個部門及機構，共同落實蘇格蘭政府的政策目標。與此同時，政府亦會委任6名非執行總監，為公務員管理層提供專業意見。

### 政府部門及公營機構
自2010年12月起，蘇格蘭政府由大約40個署負責提出立法並將蘇格蘭政府的政策付諸實踐。各個署長均須向一名大臣、一名部長及一名總監負責。

### 出典
1. ↑  . 蘇格蘭政府. 2023-03-22  [2023-08-29]. （原始内容存档于2023-08-29）. The Scottish Budget for 2023 to 2024 has been set at £59.7 billion and a detailed breakdown of spending plans is available on the Scottish Government web site.
2. ↑  . 英國國家檔案館.   [2023-08-29]. （原始内容存档于2023-09-20）.
3. ↑  Charlie Jeffery; James Mitchell; Hansard Society for Parliamentary Government. . Luath Press. 2009  [2023-08-29]. ISBN 9781906817213.
4. ↑  Nick Britten. . 每日電訊報. 2001-01-10  [2023-08-29]. （原始内容存档于2015-05-18）. Henry McLeish, the First Minister, threatened to set himself on a collision course with Tony Blair by wanting to rename the Executive the Scottish Government. The proposal caused an immediate split in Labour ranks and left Mr McLeish facing allegations of arrogance and over-ambition. Brian Wilson, the Scotland Office minister, said the First Minister should think carefully about using the term "government". He said: "Maybe they should take time to look at how other countries with two tiers of government handle this. Nobody in Germany has any difficulty distinguishing between the government and the devolved administrations."
5. ↑   (PDF). 蘇格蘭破產會計師辦公室.   [2023-08-29]. （原始内容存档 (PDF)于2014-08-11）.
6. ↑  . 蘇格蘭議會.   [2023-08-30]. （原始内容存档于2017-07-22）.
7. ↑  . 蘇格蘭政府.   [2023-08-30]. （原始内容存档于2019-07-08）.
8. ↑   (PDF). 英國政府.   [2023-08-30]. （原始内容存档 (PDF)于2021-03-06）.
9. ↑  . 英國政府.   [2023-08-30]. （原始内容存档于2016-04-09）.
10. ↑  . 蘇格蘭政府.   [2023-08-29]. （原始内容存档于2023-08-29）. The Scotland Act 1998 requires the First Minister to be a Member of the Scottish Parliament (MSP) – appointed by the Monarch following a vote by fellow MSPs to nominate the individual.
11. ↑  . 蘇格蘭政府.   [2023-08-29]. （原始内容存档于2023-08-29）.
12. ↑  . 蘇格蘭政府. 2008-11-21  [2023-08-29]. 原始内容存档于2017-07-29.
13. ↑  . 蘇格蘭人報. 2007-05-22  [2023-08-29]. （原始内容存档于2014-08-19）.
14. ↑  . 蘇格蘭政府. 2019-05-22  [2023-08-29]. （原始内容存档于2021-05-26）.
15. ↑  . 蘇格蘭政府.   [2023-08-29]. （原始内容存档于2022-03-13）.
16. ↑  . 蘇格蘭政府. 2023-03-29  [2023-08-29]. （原始内容存档于2023-08-29）.
17. ↑  . www.gov.scot. 2024-10-01  [2025-02-12] （英语）.
18. 1 2  . www.gov.scot.   [2025-02-12] （英语）.
19. ↑  . www.gov.scot.   [2025-02-12] （英语）.
20. ↑  . www.gov.scot.   [2025-02-12] （英语）.
21. ↑  Benn, Dan. . Public Sector Executive. 2024-04-26  [2025-02-12] （英语）.
22. ↑  . www.gov.scot.   [2025-02-12].

## 外部連接
- 官方网站
- 蘇格蘭政府的X（前Twitter）
- 蘇格蘭政府的Facebook專頁
- 蘇格蘭政府的Instagram帳戶
- YouTube上的蘇格蘭政府頻道
- 蘇格蘭政府在Flickr上的页面